# ماتئوس هومبرتو ماکسیمیانو
ماتئوس هومبرتو ماکسیمیانو (به پرتغالی: Matheus Humberto Maximiano) هافبک، هافبک اهل برزیل است که در شهر کمپیناس و در تاریخ ۳۱ مهٔ ۱۹۸۹ به دنیا آمده‌است.
ماتئوس هومبرتو ماکسیمیانو در تیم‌های فوتبال Guarani سابقهٔ حضور دارد.